# 核軍備競賽
核軍備競賽（英語：Nuclear arms race）是冷戰時期美國和蘇聯及它們的盟友為了在核戰爭上稱霸的一場軍備競賽。冷戰時，除了美蘇兩個超級大國之外，其他國家亦發展出核武技術，但這些國家的核彈頭數目都不足以和此二國相比。

## 歷史
為了對付軸心國，美國的曼哈頓計劃於第二次世界大戰期間完成史上第一件核武器。當時與美國結盟的蘇聯，開始向開發核武的可行性進行了初步研究。
美國並未告知蘇聯其實驗結果。直至1945年的波茨坦會議上，史達林才被知會美國不相信蘇聯能夠把實驗保持機密，而不泄露給德國間諜；更不相信和蘇聯的用心。即使於戰爭時，很多政界人士和軍中領導均指出蘇聯將會是一個潛在的對手。
除此之外，蘇聯的間諜亦一連串滲透美國核計劃。這些核間諜（包括克勞斯·富克斯和西奧多·霍爾）使史太林得以清楚知道美國的發展。時任美國總統的杜魯門在通知史達林關於核武的事的時候，他對史達林的冷靜驚訝萬分，認為史達林甚至不知道他在說什麼。但史達林對美國的計劃已經有了長時間的了解。諷刺的是杜魯門在就任總統前，對美國的核武計劃一無所知，所以史達林比杜魯門自己還要早知道曼哈頓計劃的存在。
1945年8月，在杜魯門的授權下，美軍向日本投放原子彈。兩架B-29轟炸機分別於廣島和長崎投下小男孩原子彈和胖子原子彈。

### 冷戰
二戰結束後的頭幾年，美國一直在核武的知識和至為重要的原料上稱霸。起初，科學家認為鈾元素的蘊藏量十分低，但後來卻發現了並不如此，當美國以為可以透過這樣的獨特優勢來屈服蘇聯，但失敗。蘇聯默默的大力研發核武器。戰時蘇聯因為缺乏鈾而令核武器發展受阻。但隨著東歐的穩定供應，他們獲得了本土的來源。當美國的智囊認為蘇聯直到1950年代的中期也不可能發展出核武器的時候，蘇聯於1949年的8月29日引爆第一枚試爆，震驚全世界。核彈的設計（西方稱這個核彈為"Joe One"）大概是從胖子原子彈中抄襲過來的。
各國政府投放大量資源去增加核武的數量和品質，而且研究氫彈，由美國首先於1952年11月1日試爆。同樣的蘇聯對於美國的能引爆可服役的熱核武器感到驚訝，他們要到翌年8月才成功，而且直到1955年才能成功研發多階段式氫彈。蘇聯的氫彈差不多全是自主研究結果，因為當時蘇諜取得的常為基本，甚至是錯誤的氫彈版本。
1950年在投射方面最重要的發展是洲际弹道飞弹的投入使用。飛彈一直被認為是核武器的理想平台，也是比冷戰初期作为主要投射手段的戰略轟炸機更有效的潜在投射系統。隨著1957年10月4日史普尼克計畫的開始，蘇聯向世界展示了他們有能夠擊中世界任何地方的飛彈。美國則在1959年10月31日發射了他們自己的。太空競賽展示了對核子武器投射（ICBM助推火箭）相當重要的科技，儘管他們保持著為了科學與探索的良善面貌。
這段時期同時也顯現出兩國想要對抗核子武器攻擊的意圖，兩方強權建造了大型的雷達天線來偵測來襲的轟炸機與飛彈。用於對抗轟炸機的戰鬥機以及對ICBM的反彈道飛彈也發展了。大型地下碉堡被建築出來以保全這些超級強權領導人的性命，而大眾則被告知要建造輻射塵避難所，並被教導在遭遇核子攻擊時該如何反應（民防）。這些炸彈在任一方的一次攻擊中就能奪去上百萬人的性命。
所有的這些防禦措施都不夠堅固。在20世紀50年代，美國和蘇聯都有足以消滅對方的力量。各方發展了自己的二次打擊能力，也就是說，他們即使在受到對方的全面襲擊（特別是受到潛水艇的攻擊）之後，仍然可以發動毀滅性打擊。這個政策就是後來著名的相互保證毀滅的一部分：各方知道任何對對方的攻擊對自己而言也是毀滅性的，從而會（按理）避免攻擊對方。
蘇聯和美國的知識分子希望使用核武器來爭取對方或其他势力（如中國）的讓步，但任何使用這些武器的方法都伴随着巨大風險，各方都避免出現約翰·福斯特·杜勒斯所指的像邊緣政策一樣的情況。一些人如麥克阿瑟認為核武器應該在朝鮮戰爭時使用，而杜魯門和艾森豪威爾不同意。
各方也不知道應如何比較他們的兵械庫的強弱，從而大規模制造核武器以確保自身遭受到核打擊後仍有足夠力量進行反擊，雙方因此各生產了數萬枚核彈頭，雖然有報告聲稱只要有 200 枚核武器能夠在第一次核打擊中生存下來，就足夠維持必要的反擊能力。美國往往缺乏信心。在20世紀50年代，他們相信了實際上不存在的轟炸機差距（航空攝影後來發現蘇聯在閱兵時用他們的轟炸機玩了一種“表面遊戲”，讓轟炸機繞著大圓圈飛，讓他們看起來有比實際多得多的轟炸機）；在1960年美國總統選舉中，出現了因實際上是完全假造的蘇聯與美國之間的導彈差距對政府的譴責。蘇聯政府機構往往對領導和赫魯雪夫誇大自己的武器力量。
20世紀60年代早期，在美國產生了另外一個爭論：他們的武器能不能在關鍵時刻起效。核導彈的各部分（彈頭、導航系統、火箭等）都已經單獨測試過了，但把他們作為整體進行測試是不可行的。評論家批評說，並不清楚彈頭在上層大氣和外太空遇到重力和溫度突變時能否運行，甘迺迪也不希望使用一個真正的彈頭對洲際彈道導彈進行一次危險的測試。最接近真實的一次測試是1962年的軍艦鳥測試，美國海軍伊森·艾倫號潛艇發射了一枚北極星導彈到超過1000英里遠的聖誕島上的核測試場。這次測試被評論家（包括柯蒂斯·勒邁，他曾經懷疑導彈的精確度，以鼓勵新轟炸機的發展）質疑，因為這是一次單一的測試（有可能是一次異常），也是一次低空的潛射彈道導彈發射（與洲際彈道導彈發射的條件不同），這個重大的修改在測試前已經對彈頭實施了。
| 年   | 發射器數 | 發射器數 | 彈頭數 | 彈頭數 | 有效載重量（百萬噸） | 有效載重量（百萬噸） |
| 年   | 美國     | 蘇聯     | 美國   | 蘇聯   | 美國                 | 蘇聯                 |
| ---- | -------- | -------- | ------ | ------ | -------------------- | -------------------- |
| 1964 | 2,416    | 375      | 6,800  | 500    | 7,500                | 1,000                |
| 1966 | 2,396    | 435      | 5,000  | 550    | 5,600                | 1,200                |
| 1968 | 2,360    | 1,045    | 4,500  | 850    | 5,100                | 2,300                |
| 1970 | 2,230    | 1,680    | 3,900  | 1,800  | 4,300                | 3,100                |
| 1972 | 2,230    | 2,090    | 5,800  | 2,100  | 4,100                | 4,000                |
| 1974 | 2,180    | 2,380    | 8,400  | 2,400  | 3,800                | 4,200                |
| 1976 | 2,100    | 2,390    | 9,400  | 3,200  | 3,700                | 4,500                |
| 1978 | 2,058    | 2,350    | 9,800  | 5,200  | 3,800                | 5,400                |
| 1980 | 2,042    | 2,490    | 10,000 | 7,200  | 4,000                | 6,200                |
| 1982 | 2,032    | 2,490    | 11,000 | 10,000 | 4,100                | 8,200                |

除了美國和蘇聯以外，英國、中華人民共和國以及法蘭西也發展出小的多的核武器庫存。
1952年10月3日，英國在澳大利亞的颶風行動中成功引爆原子彈後，成為了第三個擁有核武器的國家。冷戰期間，其核嚇阻力量來自潛艇以及裝有核武器的戰機。決心級核潛艇裝備美製的北極星飛彈，而火神戰略轟炸機、美洲豹攻擊機龍捲風戰機、以及其他英國皇家空軍的攻擊機則攜帶WE.177核彈提供了空中的嚇阻力。
1960年1月13日，法蘭西在阿爾及利亞的藍色跳鼠計畫中成功引爆核彈後，成為了第四個擁有核武器的國家。在冷戰期間，法國核子嚇阻著重於Force de Frappe，這是一個由攜帶諸如AN-22無導引炸彈和視距外ASMP飛彈的達梭幻象IV式轟炸機、Pluton及Hades彈道飛彈、再加上裝備戰略核子飛彈的可畏級潛艇構成的三位一體核子武力。
中華人民共和國在1964年10月16日成功引爆一枚測試代號596的鈾-235炸彈後，成為第五個有核子力量的國家。在冷戰期間，中國的核子嚇阻武力包含了由轟-6搭載的無導引炸彈、如東風-2、東風-3和東風-4飛彈系統，而在冷戰後期則有夏級潛艇。
1970年代，軍備競賽使雙方均出現經濟困難，加上中國的新角色和在裁減軍備驗證能力上的提升，促使多個軍備管制協議的簽訂。這個時期使雙方都可以減少於武器系統上的支出。第一和第二階段的戰略武器限制談判均限制了雙方的武器庫存量。部分禁止核試驗條約則禁止了核試驗、反彈道導彈系統和太空武器，從而希望停止核軍備競賽的擴張。
這些條約其實並不完全成功。兩國依舊製造大量的核武，新武器技術（例如多目標重返大氣層載具）限制了這些條約的效用，兩大強權依舊保留了足以毁滅對方多次的能力。
隨着卡特總統的任期完結，隆納·雷根接任總統。美國放棄裁軍，反而透過製造新武器和反武器系統來開展新一場的軍備競賽。其中最重要的，就是戰略防禦計劃。它是一個太空的反彈道導導彈系統，故有星球大戰計劃這個外號。於1980年代的後半期，蘇聯經濟岌岌可危，不能再在軍費上與美國相比。戈爾巴喬夫曾透過一系列的談判，企圖與雷根政府在裁減核武庫存上達成共識

### 冷戰後
隨著冷戰結束，美國和俄羅斯更明顯制止核武的擴散（特別是俄羅斯）。兩國均減少了新系統的研發和軍火庫的核武存量。現時，兩國均仍然存放約兩千枚核彈。而在美國，儲備管理計劃負責管理老化的核武器
至於蘇聯，冷戰結束後，原本大量投放於研發核武器的資源和資金，則轉移到修補過往因核軍備競賽而導致的環境破壞，而以往的核武工廠正是最主要的清理點。在美國，在華盛頓州漢福特（Hanford）的鈈生產設施，和在科羅拉多州 Rocky Flats 的製造設施就是當中污染最重的地方。
1995年出版的《Essentials of Post-Cold War Deterrence》指出美國政府對這批核武的政策和方略。
除了清理鈾元素的工廠外，在猶他、科羅拉多、新墨西哥和亞利桑那四州交匯的納瓦霍族保留地亦是受嚴重污染的地區。數以百計廢棄的礦場仍未被妥善清理，威脅當地納瓦霍族社群的健康。
進入21世紀後，美俄兩國的核武器總量遠低於冷戰時期，但其核武數量還是高於其他擁核國。

## 其他核軍備競賽

### 印度及巴基斯坦
南亞國家印度及巴基斯坦在核軍備上亦有競爭。在1974年時印度以和平核能爆破（Peaceful nuclear explosions）為名義於塔爾沙漠進行了微笑佛陀（Smiling Buddha）核試驗，從1974年第一次核武器測試到1988年為止，印度藉由20多次於大氣中進行的和平核能爆破方式來測試能於軍事上應用的核武器技術。巴基斯坦本身並未簽署《不擴散核武器條約》，在受到鄰國印度核武器測試的威脅後巴基斯坦從1970年代中後期開始便暗中發展核武器，最終於1998年5月28日時於俾路支省查蓋縣的拉斯島山（Ras Koh Hills）進行了賈蓋-I核試驗，而成為第七個被確認成功開發並且測試核武器的國家。但印巴兩國在1998年後好像就未再進行過核試驗。

### 朝鮮核問題
朝鮮民主主義人民共和國於1974年加入國際原子能機構，隨後於1985年加入《不擴散核武器條約》，1992年簽訂《保障監督協定》，接受國際原子能機構的監督並多次接受其核查。
在最高峰會議與美國簽訂了朝美框架協議，美國同意用重油和兩座核電廠換取平壤當局放棄核武，但是小布希總統上台後採取邪惡軸心的對抗政策，由於朝鮮認為美國與韓國的補償措施未能到位，2006年10月9日不顧國際社會的反對，進行了核試驗成功。
2018年4月21日，朝鮮勞動黨委員長金正恩宣布朝鮮將停止核武器和彈道導彈試驗，後邀請中國、美國、英國、俄羅斯、韓國五國記者前往豐溪裏報道朝鮮政府將位於該地的核試驗場爆破摧毀。

### 以色列
一般相信，以色列擁有大量的核武和利用中距離導彈發射核彈頭的能力。但以色列政府一直拒絕向承認或否認他們是否真的有核武的計劃，反而非正式地執行一個聽起來模稜兩可的政策，就是「以色列不會是中東地區最先引進核武的國家」。一般都相信，以色列是其中一個擁有核武但沒有簽署核不擴散條約的國家（另外三個是印度、巴基斯坦和朝鮮）。在一個2006年12月的訪問中，以色列總理艾胡德·奧爾默特稱伊朗有意「好像和美國、法國、以色列和俄羅斯一樣擁有核武」。奧爾默特的辦公室隨後稱這樣的引述斷章取義，偏離了前文後理，奧爾默特在訪問中從來沒有承認或否認以色列核武的狀態。根據核武威脅計畫（Nuclear Threat Initiative）基於莫迪凱·瓦努努的資料顯示，以色列於1980年時擁有約二百枚核子爆炸裝置，和一個名叫耶利哥（Jericho）的飛彈發射系統。

## 外部連結
- （英文）Erik Ringmar, "The Recognition Game: Soviet Russia Against the WestPDF," Cooperation & Conflict, 37:2, 2002. pp. 115–36. -- the arms race between the superpowers explained through the concept of recognition.